# آيت الحسن (أنجيل)
آيت الحسن هي إحدى مشيخات المملكة المغربية، تتبع جغرافيا لإقليم بولمان وإداريًا لأنجيل. يقدر عدد سكانها بـ 3940 نسمة حسب الإحصاء الرسمي للسكان والسكنى لسنة 2004.